# Шевченко Олександр Григорович (футболіст)
Олекса́ндр Григо́рович Шевче́нко (24 жовтня 1992, Київ, Україна) — український футболіст, захисник клубу «Олімпік».

## Біографія
Вихованець ДЮСШ «Локомотив» (Київ).
В 2013 році був гравцем аматорського футбольного клубу «Буча» (Київська область), а в 2014 — «Авангарду» з Новоград-Волинського.
21 липня 2015 року став гравцем новокаховської «Енергії».
1 березня 2017 року став гравцем київського Арсеналу. 
Переможець Першої ліги України сезону 2017/2018.
30 липня 2021 року на правах вільного агента підписав контракт з донецьким Олімпіком.